# Jatiya Sangsad Bhaban
Jatiya Sangsad Bhaban ou Casa do Parlamento Nacional, (em bengali:  জাতীয় সংসদ ভবন Jatiyô Sôngsôd Bhôbôn) é a casa do Parlamento de Bangladesh, localizado no bairro de Sher-e-Bangla Nagar, na capital do Bangladesh, Dhaka. Projetado pelo arquiteto Louis Kahn, o complexo é o maior complexo legislativo do mundo, compreendendo 800.000 m².
O edifício foi destaque no filme My Architect, de 2003, detalhando a carreira e o legado familiar de seu arquiteto, Louis Kahn. Robert McCarter, autor de Louis I. Kahn, descreveu o Parlamento Nacional de Bangladesh como um dos edifícios mais significativos do século XX.

## História
Antes da sua conclusão, o primeiro e o segundo parlamentos usaram o Old Sangsad Bhaban, que atualmente serve como Gabinete do Primeiro Ministro..
A construção foi iniciada em 1961, quando Bangladesh era o Paquistão Oriental liderado por Ayub Khan, da capital do Paquistão Ocidental, Islamabad. Como parte de seus esforços para diminuir a disparidade e as tendências secessionistas do Paquistão Oriental, Khan pretendia fazer de Dhaka uma segunda capital, com instalações apropriadas para uma assembléia.
Jatiya Sangsad foi projetado por Louis Kahn. O governo buscou assistência do ativista e arquiteto do sul da Ásia, Muzharul Islam, que recomendou trazer os maiores arquitetos do mundo para o projeto. Ele inicialmente tentou trazer Alvar Aalto e Le Corbusier, que estavam ambos indisponíveis na época. Islam, em seguida, convocou seu ex-professor em Yale, Louis Kahn.
A construção foi interrompida durante a Guerra de Independência de Bangladesh de 1971 e foi concluída em 28 de janeiro de 1982. Kahn morreu quando o projeto estava aproximadamente três quartos concluídos e continuou sob David Wisdom, que trabalhou para Kahn.

## História do uso pelo Parlamento
Sete Parlamentos usaram o Jatiya Sangsad Bhaban como o prédio da assembleia:
1. Segundo Parlamento: 2 anos 11 meses (2 de abril de 1979 – 24 de Março de 1982)
2. Terceiro Parlamento: 1 ano, 5 meses (10 de julho de 1986 – 6 de dezembro de 1987)
3. Quarta Parlamento: 2 anos 7 meses (de 15 de abril de 1988 – 6 de dezembro de 1990)
4. Quinta Parlamento: 4 anos 8 meses (5 de abril de 1991 – 24 de novembro de 1995)
5. Sexto Parlamento: 12 dias (19 de Março de 1996 A 30 de Março de 1996)
6. Sétimo Parlamento: 5 anos (14 de julho de 1996 – 13 de julho de 2001)
7. Oitavo Parlamento: 5 anos (28 de outubro de 2001 – de 27 de outubro de 2006)
8. Nono Parlamento: 5 anos ( abril de 2009 – 4 de Maio de 2014)
9. Décimo Parlamento: Em Execução

## Arquitetura

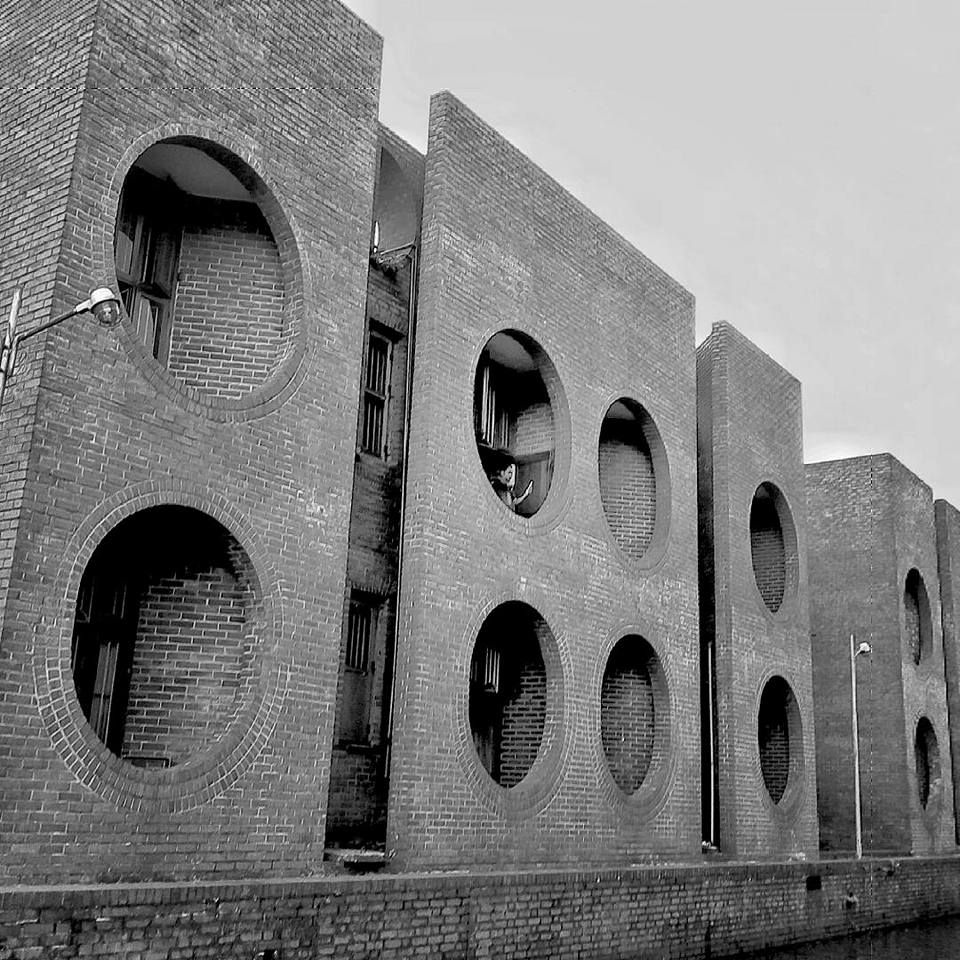
Detalhe da fachada

Louis Kahn projetou todo o complexo Jatiya Sangsad, que inclui gramados, lagos e residências para os Membros do Parlamento (MPs). A principal filosofia de design do arquiteto era representar a cultura e a herança de Bangladesh, ao mesmo tempo em que otimizava o uso do espaço. O exterior do edifício é marcante na sua simplicidade, com enormes paredes profundamente recuadas por pórticos e grandes aberturas de formas geométricas regulares. O edifício principal, que fica no centro do complexo, é dividido em três partes - a ala principal, a ala sul e a ala presidencial. Um lago artificial envolve três lados do edifício principal do Jatiya Sangsad Bhaban, estendendo-se ao complexo de hospedagem dos MPs. Este uso hábil de água para retratar a beleza ribeirinha de Bangladesh aumenta o valor estético do local.

### A filosofia de design
A principal filosofia de design da Kahn é a otimização do uso do espaço enquanto representando a herança e a cultura do Bangladesh. As linhas externas são profundamente recuadas por pórticos com enormes aberturas de formas geométricas regulares em seu exterior, moldando o impacto visual geral do edifício.
Nas próprias palavras do arquiteto Louis Kahn:
Na assembléia, apresentei um elemento luminoso no interior do plano. Se você vir uma série de colunas, pode dizer que a escolha de colunas é uma opção à luz. As colunas como sólidos enquadram os espaços da luz. Agora pense nisso apenas no sentido inverso e pense que as colunas são vazias e muito maiores e que suas paredes podem dar luz, então os vazios são cômodos, e a coluna é o criador da luz e pode assumir formas complexas e ser o suporte de espaços e dar luz aos espaços. Eu estou trabalhando para desenvolver o elemento de tal forma que ele se torne uma entidade poética que tem sua própria beleza fora de seu lugar na composição. Desta forma, torna-se análogo à coluna sólida que mencionei acima como um doador de luz.

Não era crença, não era design, não era padrão, mas a essência da qual uma instituição poderia emergir ...
O edifício da assembleia recebeu o Prêmio Aga Khan de Arquitetura em 1989.

### O Bhaban (edifício principal)
O Bhaban consiste de nove blocos individuais: os oito blocos periféricos temuma altura de 33,5m, enquanto o bloco octogonal central eleva-se a uma altura de 47m. Todos os nove blocos incluem diferentes grupos de espaços funcionais e possuem diferentes níveis, interligados horizontalmente e verticalmente por corredores, elevadores, escadas, quadras de luz e áreas circulares. Toda a estrutura é projetada para se mesclar em uma única unidade não diferenciável, que do exterior parece ter um único andar.
As principais salas do comitê estão localizadas no segundo nível, em um dos blocos periféricos. Todos os funcionários parlamentares, incluindo ministros e presidentes de alguns Comitês Permanentes, têm escritórios no Bhaban. O Secretariado do Parlamento também ocupa escritórios no mesmo edifício.

#### A Ala Principal
A parte mais importante da praça principal é a Câmara do Parlamento, que pode abrigar até 354 membros durante as sessões. Existem também dois pódios e duas galerias para visitantes VIP. A câmara tem uma altura máxima de 36 m, com um teto com uma curvatura parabólica. O telhado foi projetado com um vão de um andar para deixar entrar a luz do dia, refletindo das paredes ao redor e tambor octogonal, e filtrada na Câmara do Parlamento. O uso eficiente e estético da luz é uma forte característica arquitetônica de Louis Kahn.
O sistema de iluminação artificial foi cuidadosamente concebido para não obstruir a entrada da luz do dia. Um lustre composto é suspenso no teto parabólico. Este candelabro, por sua vez, consiste de uma teia metálica, abrangendo toda a câmara, que suporta as luminárias individuais.
Os níveis superiores do bloco (que contém a Câmara) contêm as galerias de visitantes e de imprensa, bem como cabines de comunicação, todas com vista para a Câmara do Parlamento. O bloco também contém:
- no nível um, uma biblioteca;
- no nível três, salas dos MPs "
- no nível superior, salões de festa.

#### A Ala Sul
A Ala Sul fica voltada para a Avenida Manik Mia. Ela gradualmente sobe para uma altura de 6 metros e serve como bloco exterior, bem como a entrada principal (usada pelos membros durante as sessões) para o edifício do Parlamento. Contém:
- controle de entradas;
- uma sala principal de plantas mecânicas;
- escritórios de manutenção;
- salas de equipamentos;
- uma praça aberta com degraus e rampas, que leva diretamente ao edifício principal.

#### Ala Presidencial
A Ala Presidencial fica ao norte, voltada à estrada do lago. Funciona como uma ala íntima para os deputados e outros dignitários. Ele contém degraus de mármore, uma galeria e um pavimento aberto.
Outras informações
- Data de conclusão: 1982
- Função: cívica
- Custo de construção: US$32 milhões[8]

## Turismo e acessibilidade

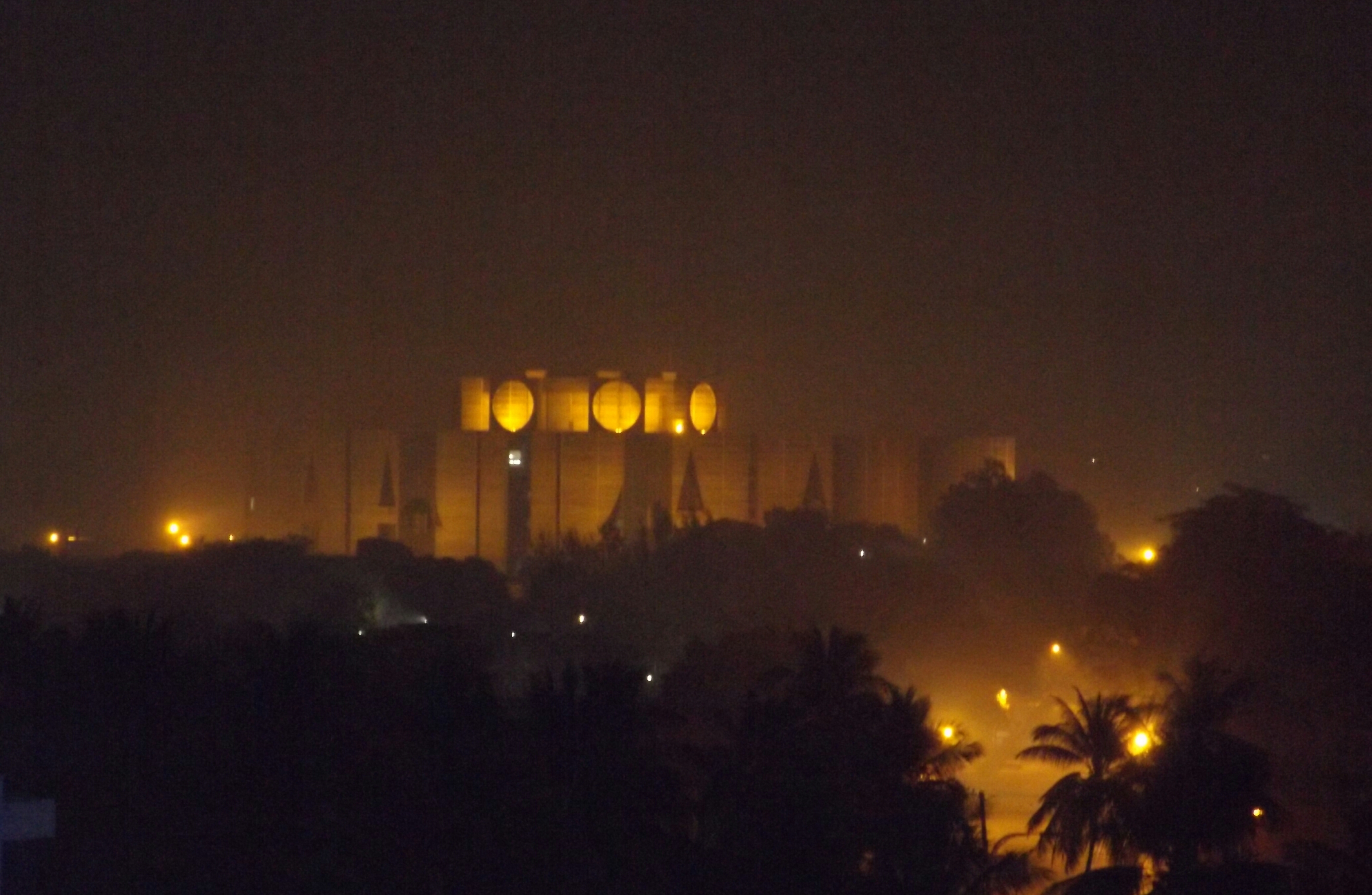
Assembleia nacional de Bangladesh à noite

Embora a entrada para o Bhaban, o Edifício Principal, seja limitada a membros autorizados do Parlamento e suas equipes, o complexo Jatiyo Sangshad é aberto aos visitantes. Ao norte do complexo, do outro lado da Lake Road, estão a Crescent Lake e Chandrima Uddan. Os dois complexos juntos formam uma grande atração para os turistas em Dhaka. Os complexos são destinos populares entre os corredores e os skatistas de Dhaka. A Residência oficial do primeiro-ministro fica no canto noroeste da Mirpur Road e do cruzamento da Lake Road e fica a cinco minutos a pé do Jatiya Sangsad Bhaban. A área é uma das zonas de segurança mais altas de Dhaka.
O Complexo pode ser acessado usando qualquer uma das quatro estradas ao redor, no entanto, a Avenida Manik Mia e a Estrada do Lago são as de mais fácil acesso.

## Desenvolvimentos atuais
Durante o mandato do governo que tomou posse em 28 de outubro de 2001, o governo comunicou planos para "completar os planos de Louis Kahn" construindo residências para o Presidente e o Vice-Presidente. Segundo alguns arquitetos proeminentes, tal plano não existia no projeto original. Embora a construção tenha sido iniciada, ela foi interrompida e o assunto ainda não foi resolvido.

## Galeria

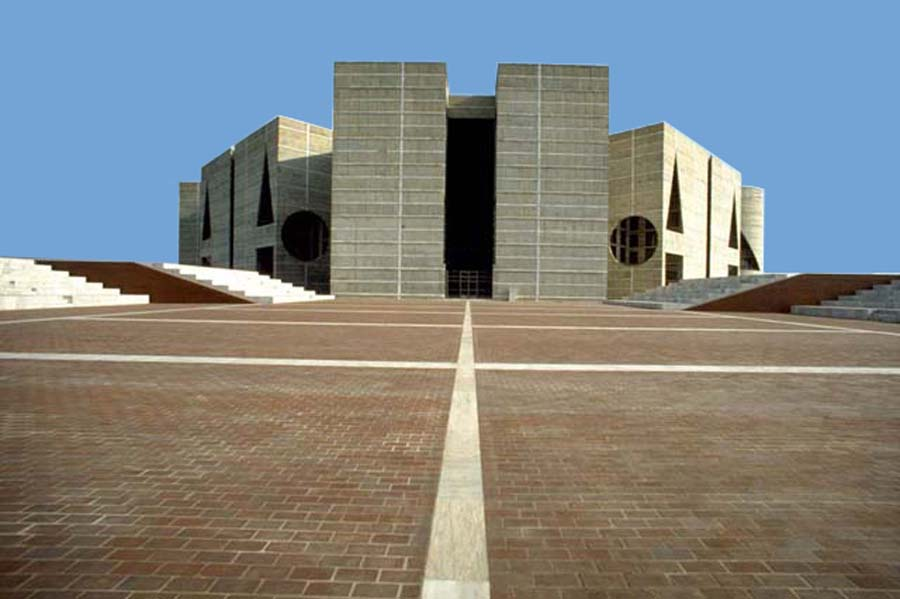
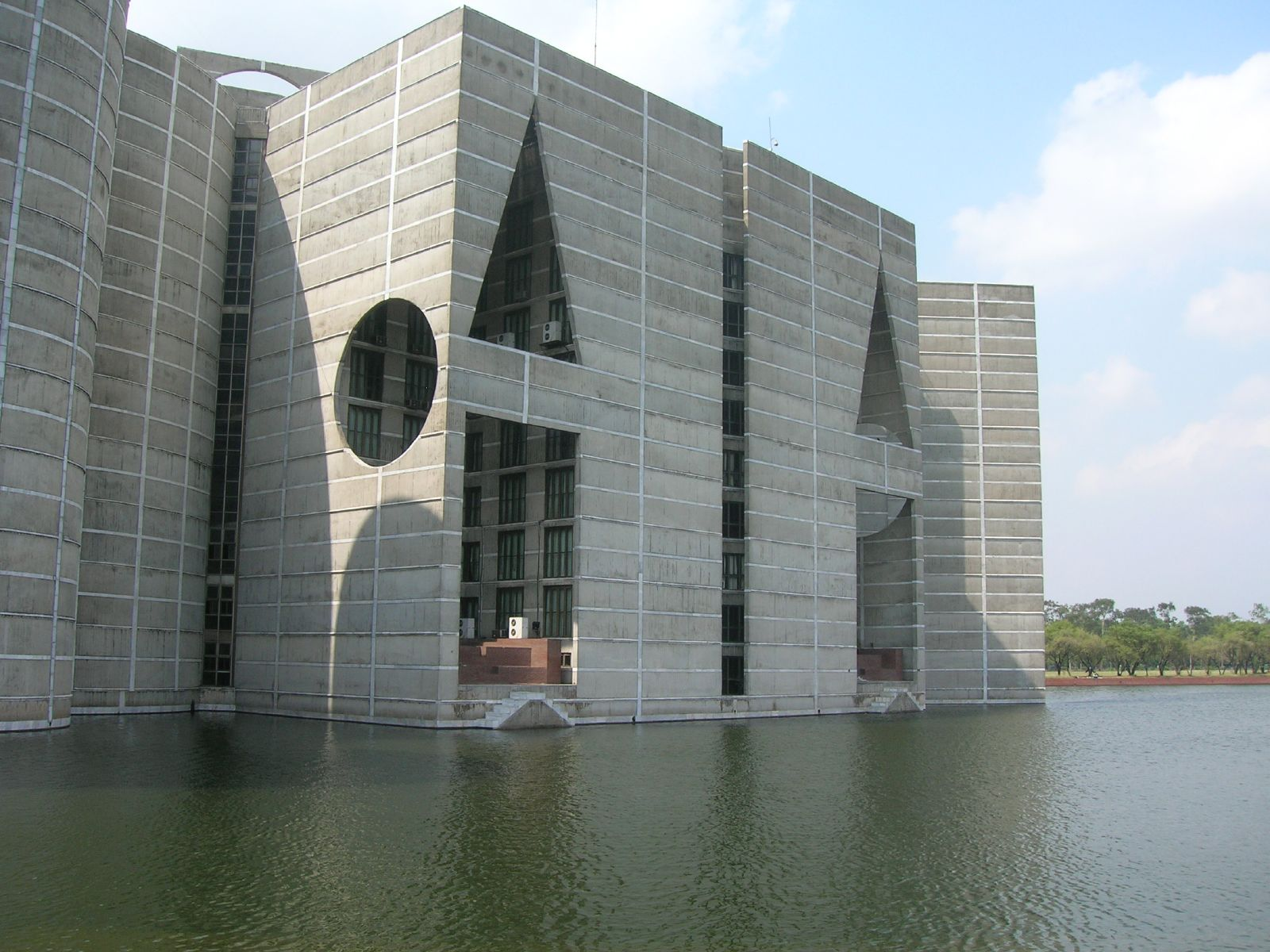
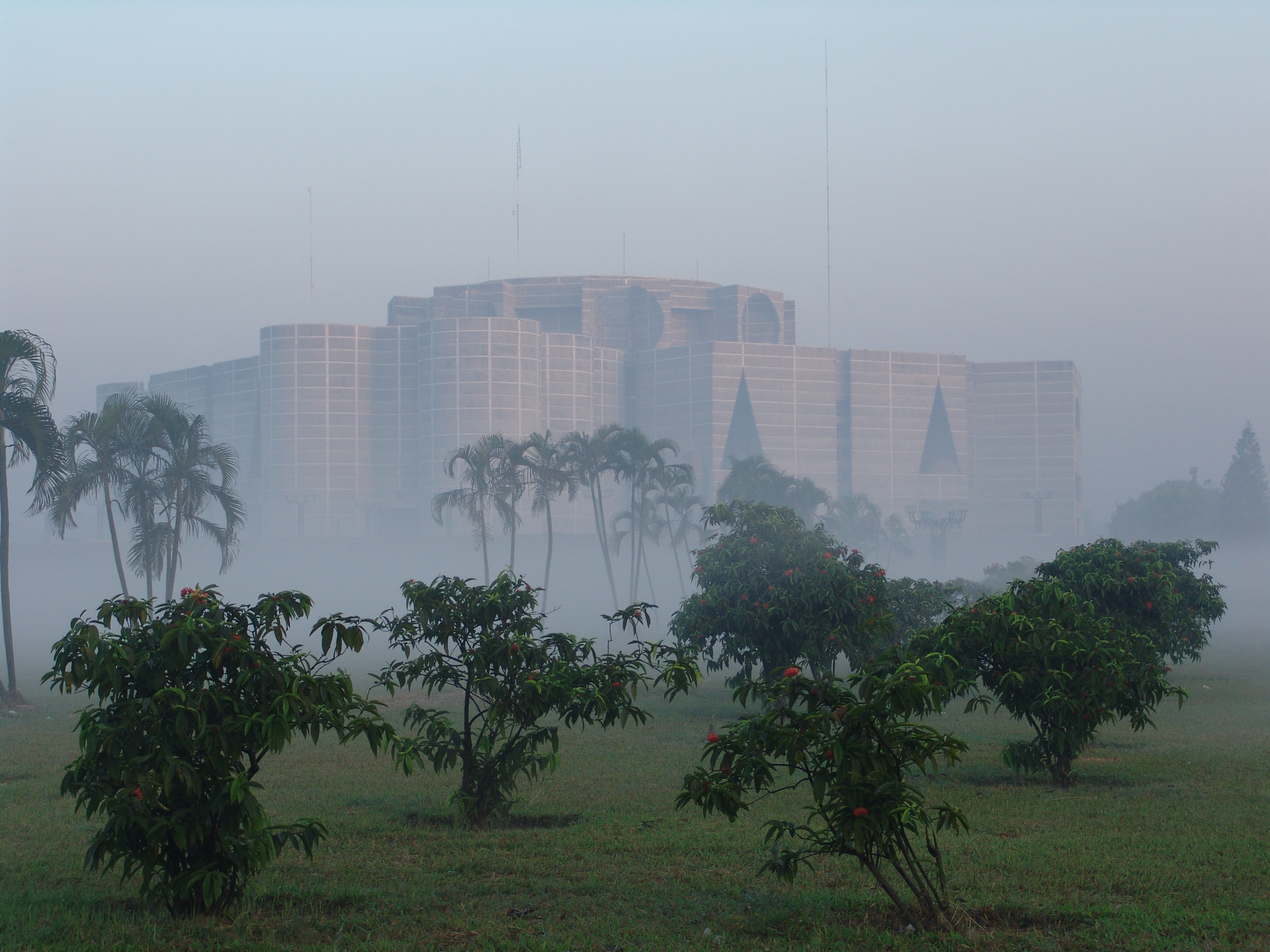
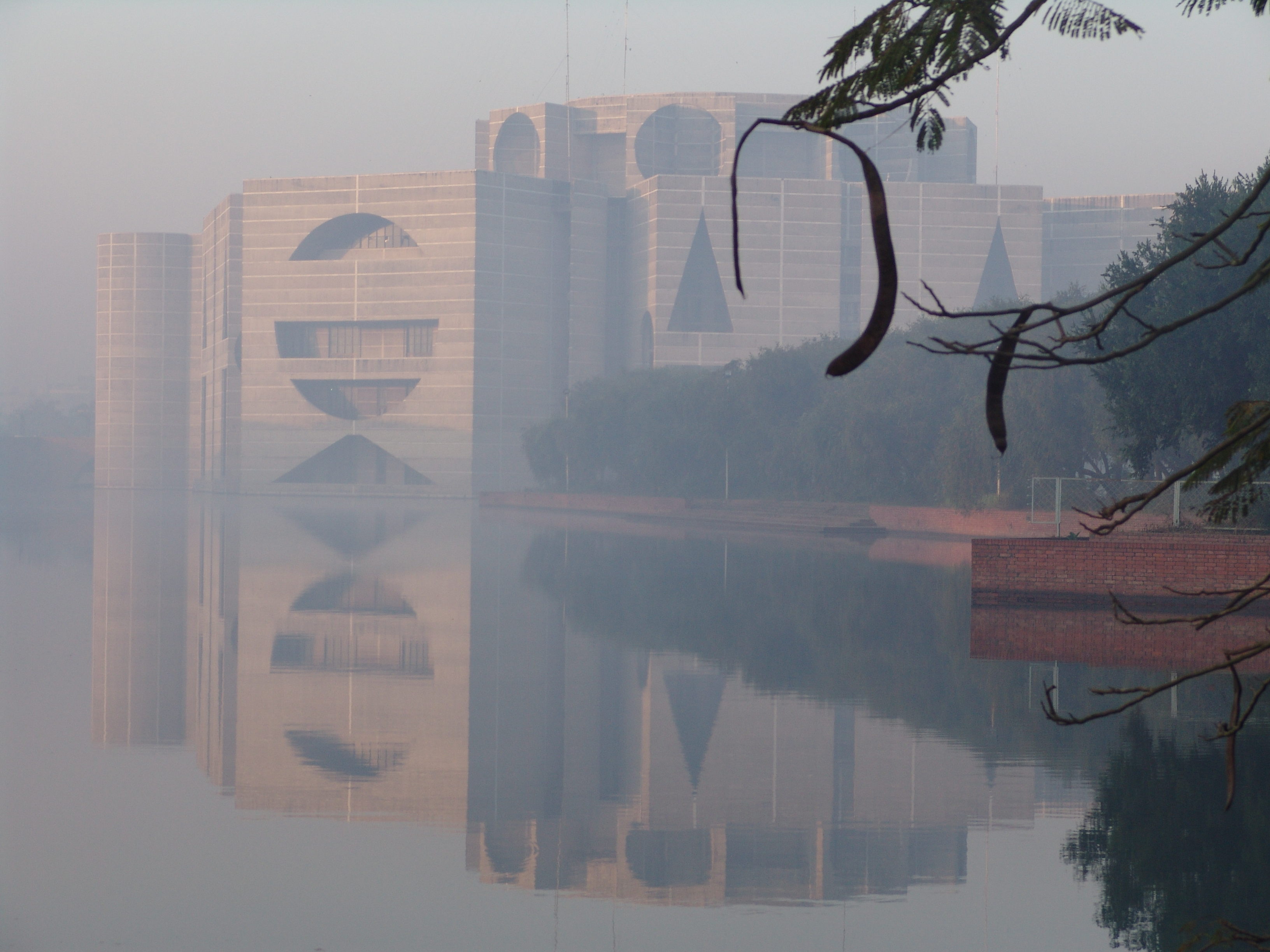
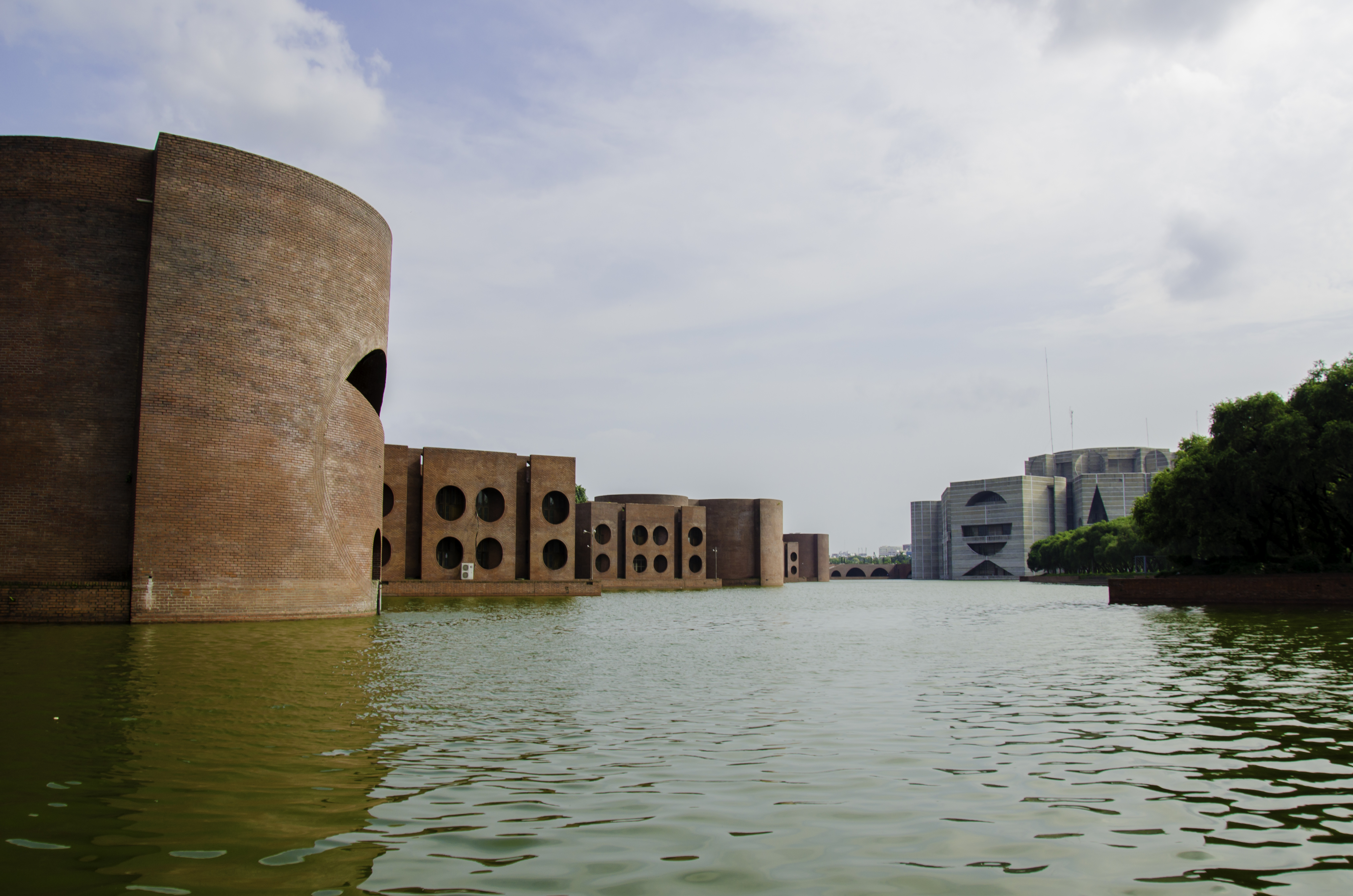
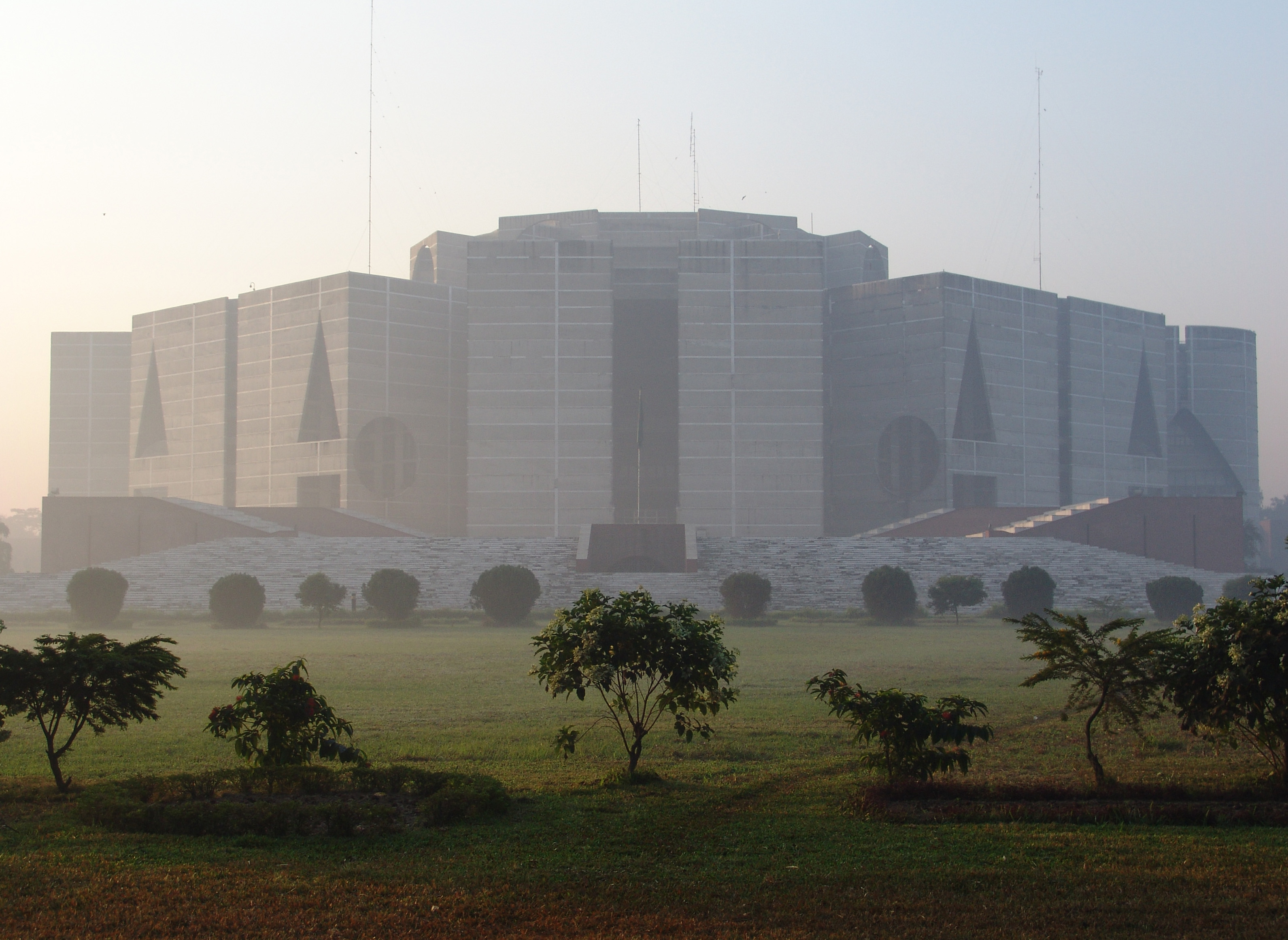
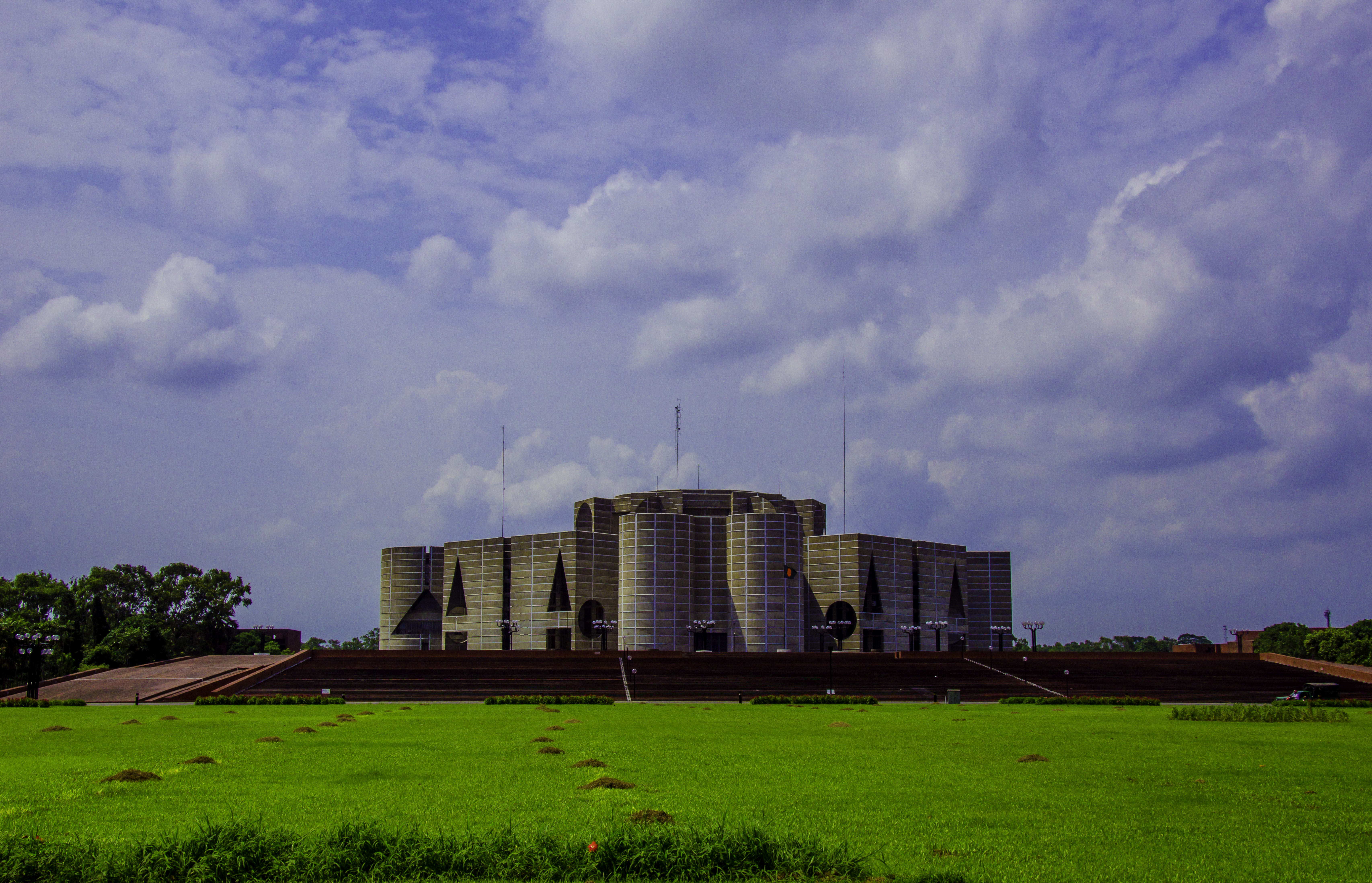
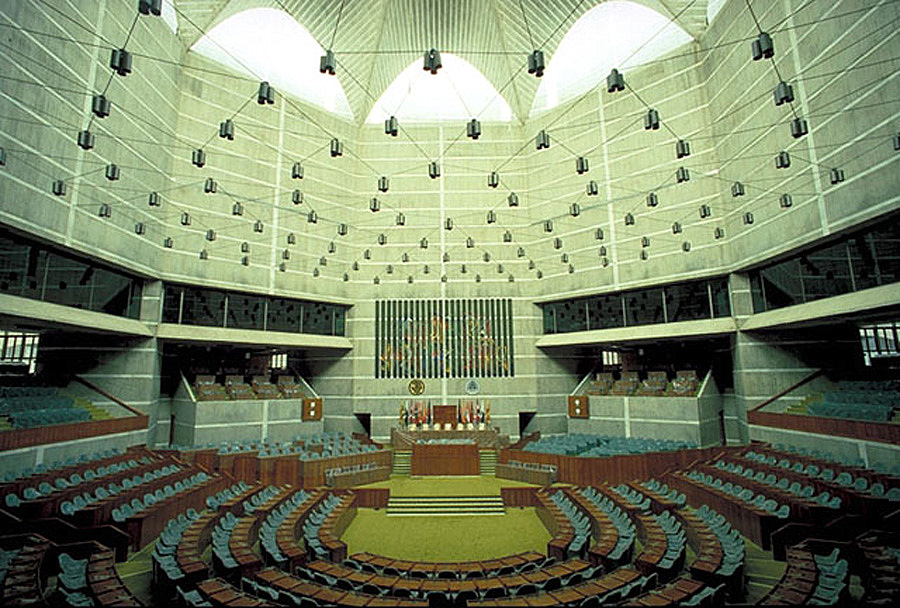
Sala De Reunião
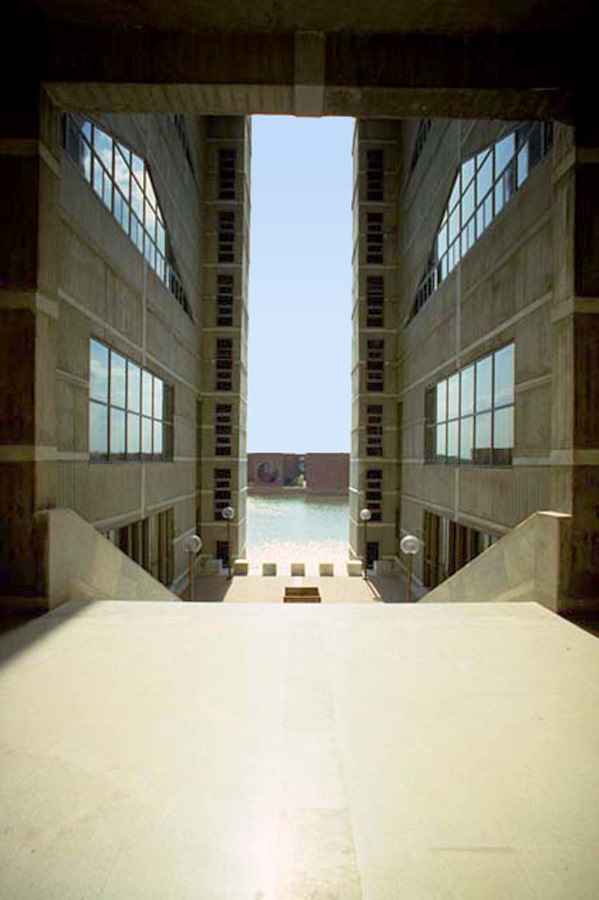
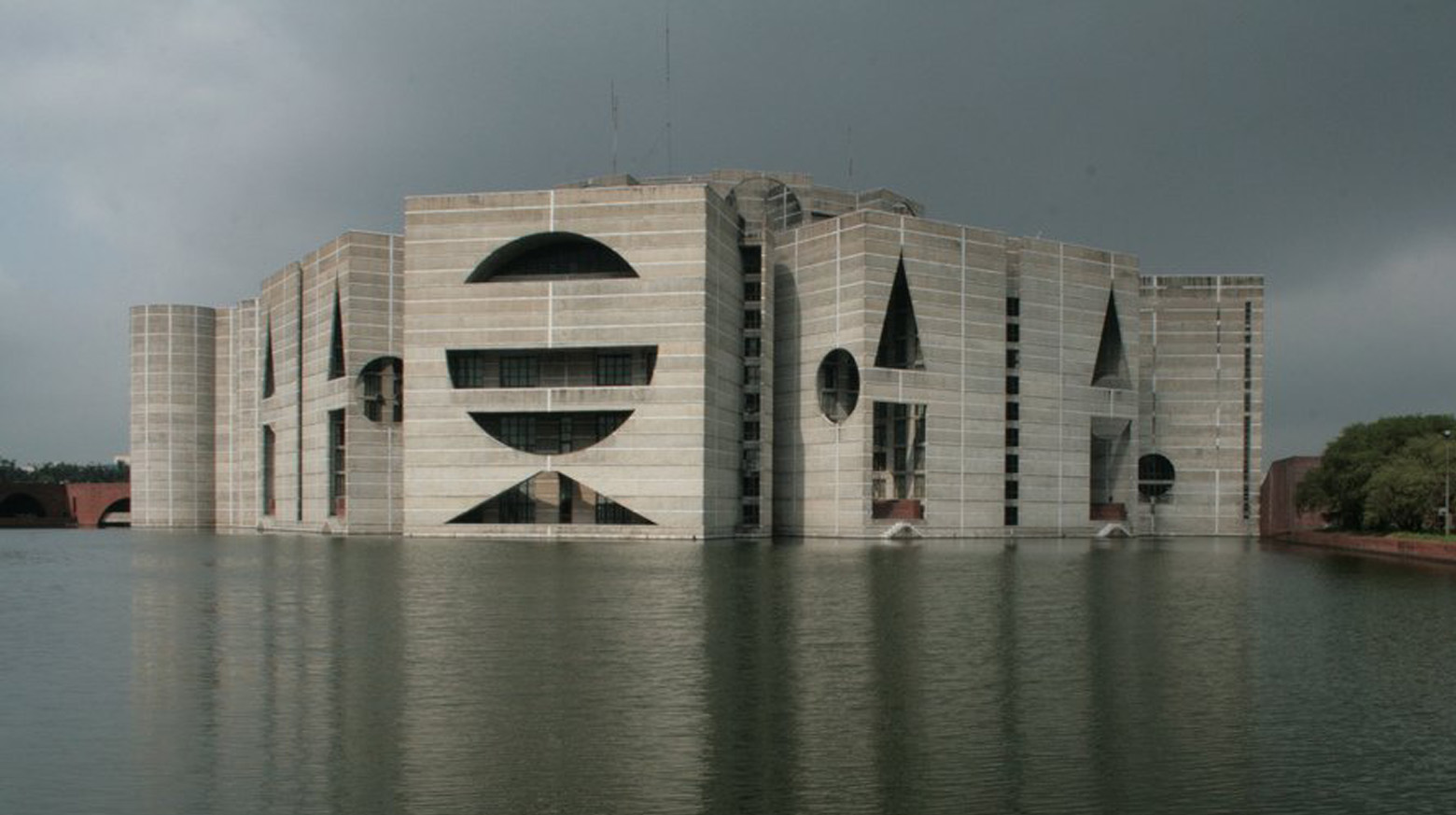
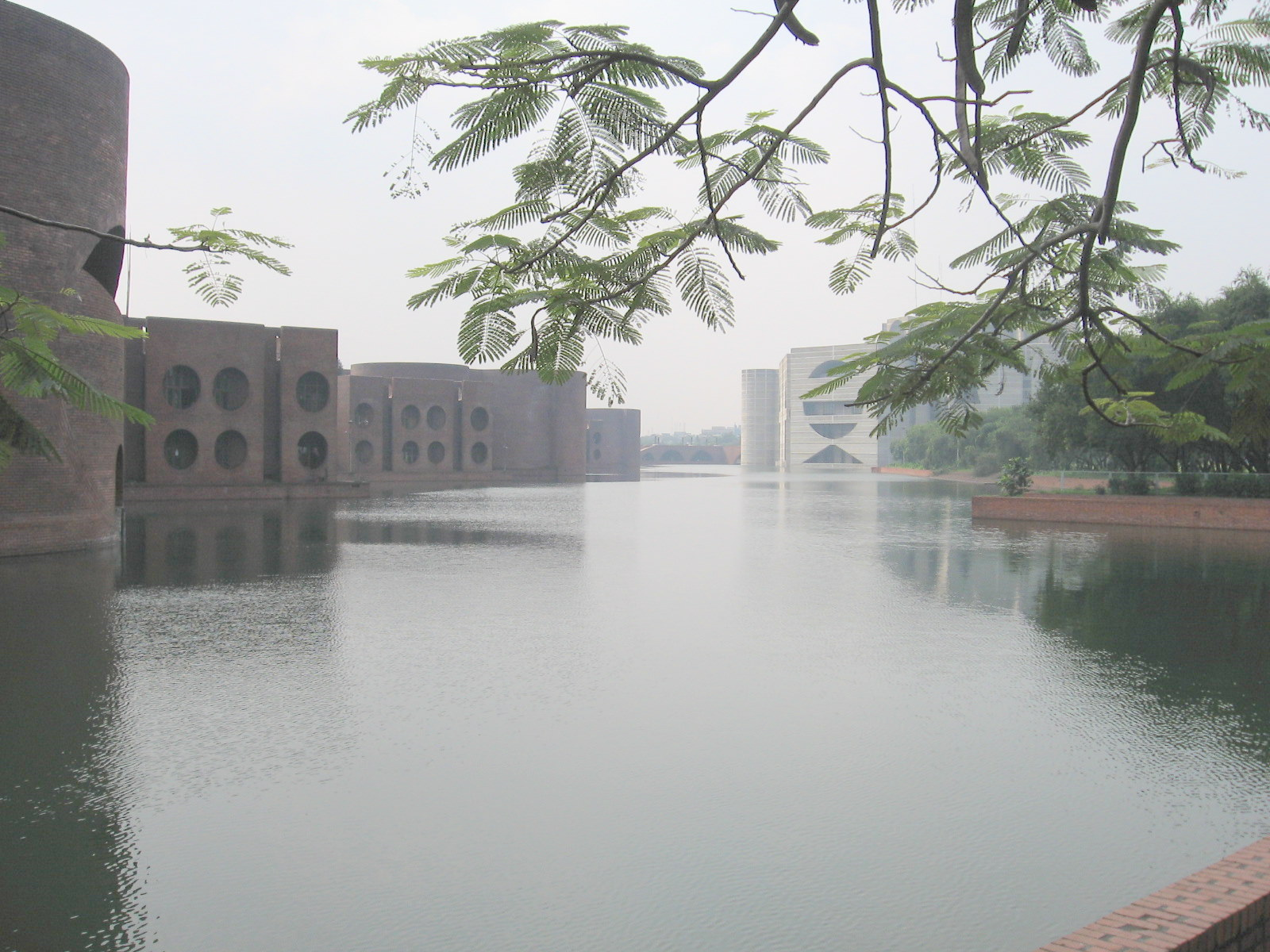
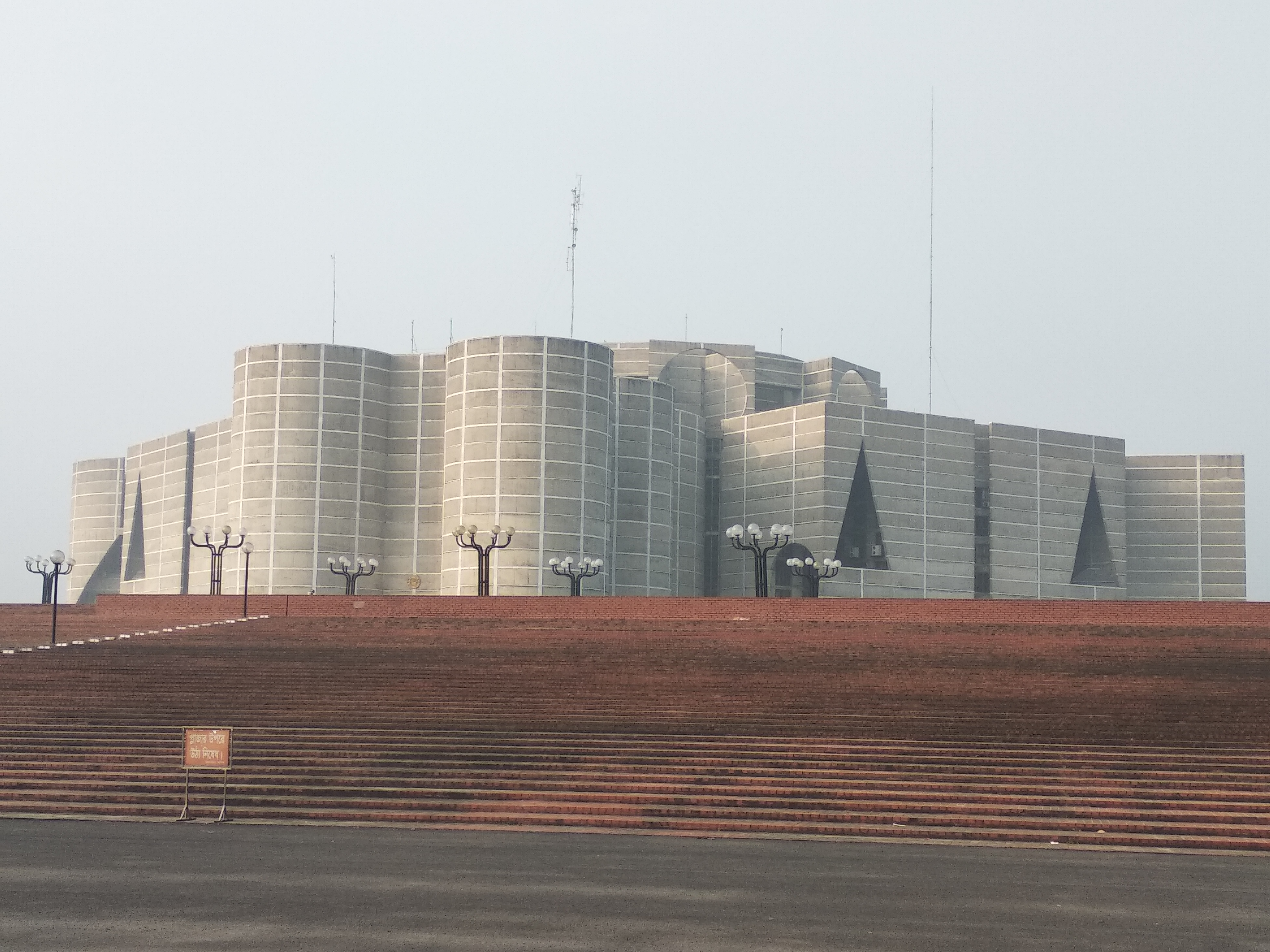